# Huang Di

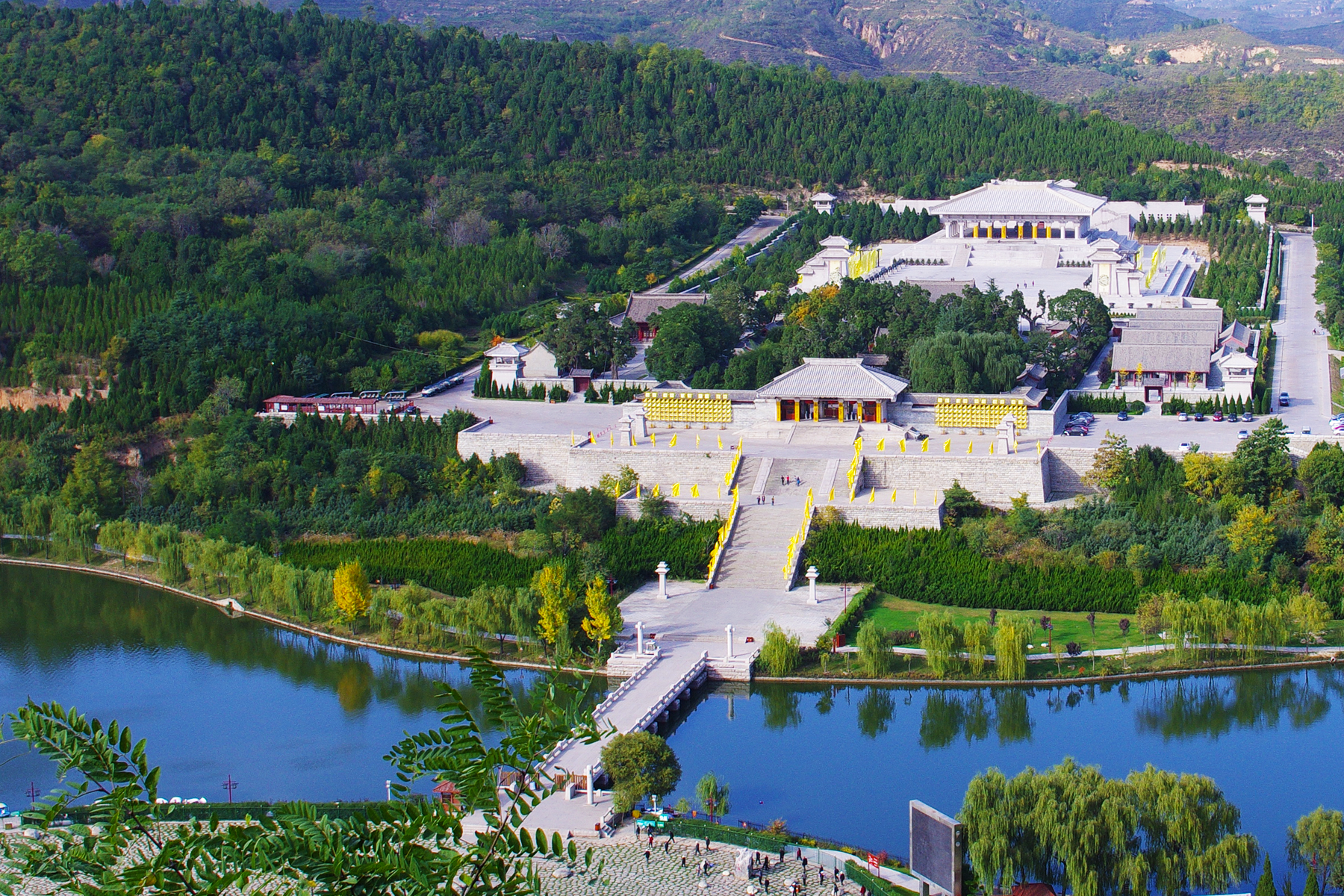
Tempel van de Gele Keizer

Huang Di, ook wel de Gele Keizer, is een legendarische Chinese keizer. Volgens de legende is hij de voorouder van de Han-Chinezen en wordt daarom door de daoïstische Han-Chinezen vereerd als een godheid. Hij was een van de Vijf Oerkeizers en zou 99 jaar geregeerd hebben van 2698 v.Chr. tot 2599 v.Chr.

## Uitvinder en goddelijke leraar
Het jaar 2698 v.Chr. wordt tevens beschouwd als begin van de Chinese jaartelling. Huang Di stond aan de basis van de Chinese cultuur. Hij zou ongeveer honderd jaar geleefd hebben door zijn studies in de Traditionele Chinese geneeskunde. Hij openbaarde de geheimen van de onsterfelijkheid in een boek over geneeskunde. Hij werd met Fu Xi en Shen Nong soms als god van de geneeskunde gezien.
Zijn vrouw, keizerin Lei Zu, kweekte als eerste rupsen voor hun zijde.
Huang Di schiep, volgens de overlevering, het wiel en de roeiboot. Hij leerde mensen wegen aanleggen en passen uithakken door onbegaanbare bergketens. Hij vond het schrift uit, de kunst van het pottenbakken en de muziek. Huang Di ontwierp de eerste kalender en schonk de mensen instrumenten om de omloop van de sterren en planeten te berekenen. Hij leerde de mensen dieren te fokken en de plantseizoenen van gewassen en bomen. Zo bouwde hij voort op het werk van zijn rivaal en voorganger Shen Nong, die de landbouw in China had geïntroduceerd. Huang Di verdreef de wilde dieren, die jacht op mensen maakten. Hij maakte de eerste wapenrusting. Hij was een 'goddelijke krijger', die ten strijde trok tegen de Vurige Keizer Yan Di (zijn halfbroer), de oorlogsgod Chi You, de god Kui met zijn ene been en vele andere. Huang Di voerde slechts oorlog om de orde te herstellen.

## Yan Di
Huang Di en Yan Di trokken met hun immens grote legermachten naar de Zhoulu-vlakten (in Hebei). aan beide zijden vochten wilde dieren mee. Yan Di was al een oude man en verloor de slag snel. Hij vluchtte naar het zuiden. In de oudste versies is de slag een strijd tussen de elementen: Yan Di (Vlammende Vorst of Vurige Keizer) was met vuur bewapend, de gele Keizer met water. Na zijn overwinning maakte Huang Di een triomftocht naar Taishan, de heiligste van de heilige bergen. Zijn triomfwagen was van ivoor en werd door sterke olifanten getrokken. Zes vliegende draken bewaakten de wagen aan elke kant, in de lucht volgen rode feniksen en 'gevleugelde slangen'. Tijgers en wolven liepen voor de wagen, net als de windgod Feng Bo en de Heer van de Regen Yu Shi.

## Chi You
Chi You, was een oude volgeling van Yan Di geweest, maar stond nu onder bevel van Huang Di. Hij was boomlang, breedgeschouderd, een oorlogsgod en een van de '82 broers uit het zuiden', ontzaglijke reuzen met bronzen, onbreekbare hoofden met scherpe horens en ijzeren voorhoofden. Hun haar stond messcherp overeind en ze hadden elk vier ogen. Ze hadden hoeven als een os en onbreekbare tanden, waarmee ze ijzer, zand en kiezelstenen vermaalden. Chi You wist naar het zuiden te ontsnappen met hulp van Feng Bo en Yu Shi. Zijn broers en de Miao in het zuiden stonden achter hem. Ze trokken op naar het noorden. De legers ontmoetten elkaar weer op de Zhoulu-vlakte. Wolven, tijgers, vossen, jakhalzen, beren, de draak Ying Long, Huang Di's dochter Ba (droogte) en andere goden streden aan Huang Di's zijde. Door de magisch opgeroepen mist leed Huang Di eerst het onderspit, maar hij werd gered door de oude man Feng Hou. Feng Hou bedacht een kompas en zette die voor op Hung Di's strijdwagen. Zo wist Huang Di te ontsnappen. Feng Bo (windgod) en Yu Shi (regengod) streden voor Chi You. Huang Di wilde dat de god Ying Long verwoestende regens op Chi You zou laten neerdalen, maar Feng Bo en Yu Shi zweepten een vernietigende storm op. Huang Di zette met succes zijn dochter Ba (verzengende hitte) tegen hen in. Maar het rebellenleger van Chi You werd versterkt door een paar leden van de Kua Fu, een stam van reuzen uit het hoge noorden. Huang Di gaf het opperbevel over aan zijn generaal Li Mu en vertrok zelf naar de toppen van de Taishan. In een droom bood de goddelijke fee Xian Nü hem aan hem in militaire tactieken te onderrichten. Hij nam de leringen ter harte en delfde koper in de Kunlun-bergen voor nieuwe zwaarden. Nu kon het vijandelijke leger worden omsingeld en Chi You werd geketend voor de Gele Keizer geleid. Ying Long, de verschrikkelijke vliegende draak, doodde de oorlogsgod Chi You eigenhandig. Net als Ba kon Ying Long niet meer naar de hemel opklimmen, hij was een onontbeerlijk deel van zijn goddelijke aard verloren. Ying Long was ertoe veroordeeld voorgoed op aarde te blijven en reisde af naar de bergen en meren van het zuiden.
De overmoedige oorlogsgod Chi You, vol valse trots, was de eerste die erts dolf en de mensen metalen wapens schonk. Hij wordt, ondanks zijn nederlaag, in mythen met respect en sympathie behandeld.

## Xing Tian
Huang Di moest daarna nog Xing Tian, een hemelhoge reus uit het zuiden, overwinnen. Xing Tian was een van Yan Di's ministers geweest. Ze streden man tegen man en kwamen van de hemel op de hellingen van het Changyang-gebergte in het westen van China. Hier hakte Huang Di zijn tegenstander het hoofd af. Maar Xing Tian leefde nog en zocht zijn hoofd. Toen doorkliefde Huang Di een berg, liet het hoofd in de kloof rollen en sloot de berg weer.
Huang Di vierde zijn overwinning op Chi You en Xing Tian in zijn paleis. Daar verscheen Can Nü (vrouwe zijderups), gewikkeld in paardenhuiden.

## Pil van Onsterfelijkheid
Hij stelde als eerste vorst het 'religieuze ceremonieel' in China in en reguleerde het. De naam van de oude god Xian Yuan werd met Huang Di verbonden. De Gele Keizer kreeg een 'pil van onsterfelijkheid' van Tai Yi Huang Ran, een berggeest uit de provincie Sichuan. Hij bezocht de berg met Chi Jiang Ziyou, die achterbleef om de berggod te dienen. Huang Di leefde er van bloemen en verruilde zijn aardse lichaam voor een 'hemelse verschijning'. Chi Jiang Ziyou werd later de goddelijke boogschutter Yi. Huang Di kon goud maken, omdat hij door de pil van onsterfelijkheid de 'geheimen van de alchemie' kende.
Huang Di nam, na zijn overwinning op Yan Di, het oppergezag over de goden op zich als 'God van het Midden'. Yan Di werd 'God van het Zuiden', zijn vermaarde voorvader Fu Xi 'God van het Oosten', Shao Hao 'God van het Westen' en Zhuan Xu 'God van het Noorden'.
Huang Di had vier gezichten, waarmee hij tegelijk naar de vier windstreken kon kijken.

## Herdenking
Om het jaar wordt in een dorp in Shaanxi (陕西) door Han-Chinezen van overal ter wereld Huang Di herdacht. Han-Chinezen en sommige minderheden in China noemen zich Yanhuangzisun (炎黄子孫).
In Yan'an, provincie Shaanxi, staat een tempel ter nagedachtenis aan Huang Di. Met een oppervlakte van 8000 m² is het de grootste van het land. Onder het communistische regime van Mao Zedong werd Huang Di als feodaal bijgeloof bestempeld. Begin jaren negentig werd de veronderstelde geboorteplaats een toeristische attractie om de lokale economie te stimuleren. Met de bouw van het complex werd in 1993 begonnen. In 2008 kreeg de plek en ceremonie officiële goedkeuring. De Communistische Partij van China ziet dit tevens als mogelijkheid haar beleid te legitimeren. In april worden ceremonies georganiseerd ter nagedachtenis en ter ere van de keizer.